# Colt Mk 12
Colt Mk 12 je automatický kanón ráže 20 milimetrů, který byl široce používán Námořnictvem Spojených států v období po druhé světové válce.

## Vývoj
Mk 12 vznikl dalším vývojem z kanónu Hispano-Suiza HS.404, jenž byl používán na francouzských, britských a některých amerických stíhacích letounech během druhé světové války. Mk 12 používal lehčí projektil s větší nábojnicí pro dosažení lepší úsťové rychlosti a vyšší kadence palby za cenu nižší ničivé síly. Do služby u amerického námořnictva a námořní pěchoty vstoupil v polovině 50. let a nahradil zde starší kanón M3.
Ve službě se Mk 12 ukázal jako méně než uspokojivý. Ačkoli úsťová rychlost a kadence střelby byly přijatelné, byl nepřesný a často nespolehlivý. Zejména piloti strojů F-8 Crusader nad Severním Vietnamem instalaci děla oceňovali, ale zádržky a zastavování palby byly běžné, zejména po ostrých bojových manévrech.
Přesto byl Mk 12 standardním kanónem amerických námořních stíhaček a útočných letounů s hlavňovou výzbrojí od počátku 50. do počátku 70. let 20. století, včetně typů F4D Skyray, F3H Demon, A-4 Skyhawk, F8U Crusader, F-11 Tiger a také raných námořních verzí LTV A-7 Corsair II.
Zahraniční uživatelé strojů A-4 Skyhawk, F-8 Crusader a A-7 Corsair II s nimi také používali kanón Mk 12, byly to: Argentina, Austrálie, Brazílie, Francie, Kuvajt, Malajsie, Nový Zéland, Filipíny a Portugalsko. Výjimky představovaly Izrael a Singapur: Izraelské vojenské letectvo u svých Skyhawků nahradilo kanón Mk 12 francouzským 30mm revolverovým kanónem typu DEFA, zatímco Letectvo Singapurské republiky své A-4 vybavilo britským 30mm kanónem ADEN, také revolverové konstrukce. Indonésie později zakoupila některé použité A-4 z Izraele.
K roku 2013 se kanón Mk 12 stále používal ve Skyhawcích argentinského letectva a brazilského námořnictva.

## Varianty
Mk 12 Mod 0
základní provedení, určené pro pevnou lafetaci
Mk 12 Mod 1
verze s kratší hlavní, určená pro lafetaci ve střeleckých věžích

## Letadla užívající kanón Mk 12
- Douglas A-4 Skyhawk
- Douglas F4D Skyray[2]:s.191
- Grumman F-11 Tiger[2]:s.192
- McDonnell F2H-3 Banshee[2]:s.194
- McDonnell F3H Demon
- North American FJ-2/3 Fury[3]:s.118–120, 126
- North American FJ-4 Fury[3]:s.132
- Vought F7U Cutlass[2]:s.196
- Vought F-8 Crusader[2]:s.196
- LTV A-7A/B Corsair II[2]:s.194